# Lura (cantante)
Lura, pseudonimo di Maria de Lurdes Pina Assunção (Lisbona, 31 luglio 1975), è una cantante portoghese di origine capoverdiana.
La sua musica mischia i generi tradizionali di Capo Verde, quali morna, funaná e batuque, con sonorità più improntate verso la musica jazz e brasiliana.

## Biografia

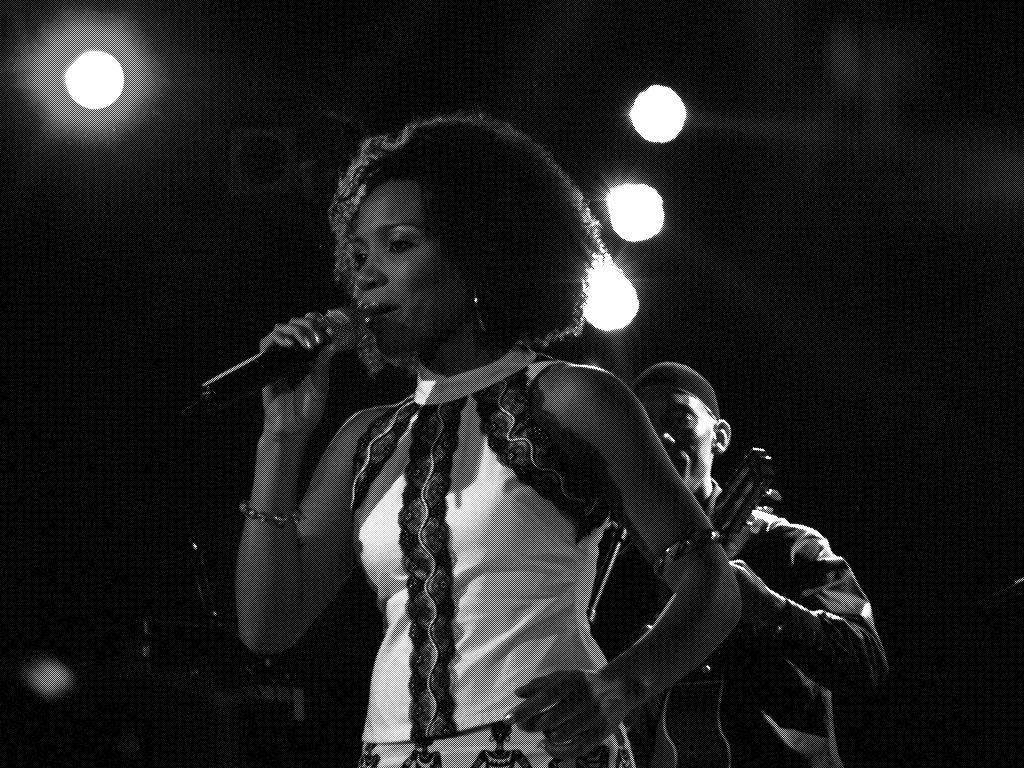
Lura in concerto a Milano nel 2007.

Lura, considerata una delle maggiori esponenti della musica di Capo Verde nel mondo, nasce nel 1975 a Lisbona, da genitori capoverdiani, crescendo nel quartiere creolo della capitale portoghese.
Il debutto artistico avviene all'età di 17 anni quando fa da corista e ballerina per Juka cantante di musica zouk di São Tomé e Príncipe. Con Juka realizza un duetto che diventa un successo attirando sulla giovane cantante capoverdiana le attenzioni di diversi artisti della scena musicale di Lisbona.
Nel 1996 incide il suo primo album Nha Vida, un disco intriso di sonorità zouk e r&b. La traccia che dà il titolo al suo album di debutto viene scelta per essere inserita nel progetto Red Hot + Lisbon, disco a sostegno della lotta contro l'AIDS e che vede tra i partecipanti artisti come Caetano Veloso, Marisa Monte, Djavan e Teresa Salgueiro.
Le collaborazioni di Lura con artisti quali il cantante angolano Bonga ed i connazionali Tito Paris e Paulinho Vieira catturano l'attenzione di José da Silva, a capo dell'etichetta Lusafrica e produttore di Cesária Évora, che la convince a firmare per la propria etichetta discografica. Nel 2002 Lura pubblica l'album In Love, il primo per Lusafrica, che vede anche la partecipazione in un brano dell'artista giamaicano Ky-Mani Marley.
Nel 2004 dà alla luce il suo terzo album, intitolato Di Korpu Ku Alma, che ottiene un ottimo responso dalla critica. Il disco, successivamente ripubblicato in una versione speciale con un DVD contenente alcune esibizioni registrate dal vivo a Parigi, affronta tematiche quali l'immigrazione e la nostalgia del paese natio ricevendo una nomination ai BBC World Music Awards.
Nel 2006 Lura incide M'bem di Fora, album in cui emerge maggiormente nella sua musica l'influenza delle sonorità afro-brasiliane e che la consacra definitivamente sulla scena internazionale, permettendole di intraprendere un lungo tour in giro per il mondo.
A tre anni di distanza dall'album precedente, viene pubblicato nel 2009 Eclipse, quinto album in studio di Lura registrato tra Lisbona, Parigi, New York, Praia e Napoli e realizzato con diversi prestigiosi musicisti coordinati da Toy Vieira. Tra le collaborazioni presenti in Eclipse anche quella con il gruppo italiano dei Kantango.
Nel 2015 viene pubblicato Herança, che riflette il ritorno di Lura alle proprie radici, spingendoci dentro l'essenza vitale dell'essere "cantante". L'album esplora gli aspetti più sacri e sublimi del batunque e del funaná, permettendo a Lura di accompagnare una sorta di speciale universalità ai ritmi tradizionali di Capo Verde. L'album vede la partecipazione eccezionale di Richard Bona, Naná Vasconcelos ed Elida Almeida.
Nel 2023 esce l'album Multicolor. L'album che vanta anche la presenza della cantante del Benin Angelique kidjo, è un disco che si allontana senza dimenticarle, 
dalle tipiche  sonorità di Capo Verde, miscelandole con sonorità moderne e contaminate.

## Discografia

### Album in studio
- 1996 – Nha Vida
- 2002 – In Love (Lusafrica)
- 2005 – Di Korpu Ku Alma (Lusafrica)
- 2006 – M'bem di Fora (Lusafrica)
- 2009 – Eclipse (Lusafrica, in Italia pubblicato da Microcosmo Dischi)
- 2015 - Herança (Lusafrica)
- 2023  -  Multicolor  (Kura Neko)

### Raccolte
- 2010 – Best of Lura (Lusafrica)